# Лебедян
Лебедян (на руски: Лебедянь) е град в Русия, административен център на Лебедянски район, Липецка област. Населението на града към 1 януари 2018 е 19 288 души.